# Михайлов, Игорь Леонидович
И́горь Леони́дович Миха́йлов (1 [14] октября 1913 или 14 октября 1913, Царское Село, Санкт-Петербургская губерния — 1995 или 9 сентября 1994, Санкт-Петербург) — советский поэт, переводчик.

## Биография
Родился 1 октября (по старому стилю) 1913 году в Царском Селе в семье врача.
Учился в средней школе № 2, затем на филологическом факультете Ленинградского Университета, который окончил в 1937 году. После окончания университета работал преподавателем.
В 1939 году был призван в армию, где ему, как выпускнику ВУЗа, было присвоено офицерское звание. Служил в г. Калинине (Тверь). В начале 1940-х годов был арестован и осужден на три года лагерей по 58-й статье.
После заключения почти двадцать лет прожил в Таганроге, в Ленинград вернулся только в 1957 году. С этого времени до начала 1990-х годов выпустил 13 книг собственных стихотворений, 3 книги переводов с коми С. Попова, переводы стихов украинских, белорусских поэтов и др. В течение многих лет собирал материалы о жизни и творчестве Н. Гумилёва, подготовил машинописный двухтомник его произведений.

## Карьера
Писать стихи начал ещё в школьные годы. Стихотворения Игоря Михайлова стали издаваться уже в начале 1930-х годов.
Из университета он вышел профессиональным литератором, специалистом-филологом. До ареста были написаны поэмы «Матвеев курган» (1939), «Восхождение на Тетнульд» (1939) и «Кочмас, или Вечер воспоминаний» (1940). Особую известность получили его произведения, написанные в годы пребывания в лагерях, — «Аська» и «Сказка, скользкая немножко».
После освобождения из мест лишения свободы написаны и опубликованы поэмы «Возвращение» (1946, опубл. в 1961) и «Поручик Лермонтов» (1964), сборники стихов «Мир и труд» (1953), «Всё, чем живём» (1958) и другие.